# إدارة النفايات في مصر
في مصر، تشكل النفايات وغياب الإدارة السليمة لها مشاكل صحية وبيئية خطيرة للبلاد وسكانها. كانت هناك بعض المحاولات الحكومية لتحسين نظام إدارة النفايات منذ الستينيات، لكن تلك المحاولات لم تكن كافية حتى الآن. وفي السنوات العشر الماضية، تزايد التركيز على هذه القضية والحلول لها من جانب الحكومة والمجتمع المدني. بعض محاولات إعادة التدوير موجودة وتنمو في البلاد. ولكن هذه الجهات الفاعلة غير رسمية أو خاصة إلى حد كبير، والمبادرات الحكومية ضرورية لإدارة هذه الأنظمة بشكل صحيح وتزويدها بالموارد المناسبة.

## لمحة تاريخية
الخمسينيات والتسعينيات: ظلت الطريقة المستخدمة لإزالة القمامة في مصر منذ الخمسينيات وحتى التسعينيات كما هي. على سبيل المثال، في القاهرة، شملت هذه الطريقة المهاجرين من المناطق الريفية في مصر الذين ركبوا عربات تجرها الحمير حول المدينة لجمع القمامة، ثم نقلها إلى المنطقة الشمالية الشرقية، حيث ساعد آخرون بعد ذلك في فرزها. ويمكن استخدام النفايات الصلبة المفرزة لبيعها لشركات إعادة التدوير، كما تستخدم النفايات العضوية لتغذية خنازيرهم. نظرًا لتزايد عدد السكان في مصر، فكرت الحكومة المصرية في منتصف التسعينيات في جعل جمع القمامة مهمة الشركات، المحلية والدولية، كوسيلة لتوسيع جمع القمامة أو النفايات.
1967، 1976: اتخذت الحكومة المصرية بعض الإجراءات فيما يتعلق بإدارة النفايات الصلبة.
1990: حظرت محافظتا القاهرة والجيزة العربات التي تجرها الحمير لجمع القمامة من أجل جعل جمع القمامة في هذه المناطق أكثر رسمية وخاصة كجزء من برنامج التكيف الهيكلي (SAP) الذي قدمه صندوق النقد الدولي والبنك الدولي خلال التسعينيات.
1992: قدمت أول خطة عمل وطنية للبيئة. وأظهر هذا كيفية إدارة النفايات في جميع أنحاء مصر. وبلغت نسبة جمع النفايات حوالي صفر في المائة في المناطق الريفية منخفضة الدخل، حيث بلغت حوالي 90 في المائة في المناطق ذات الدخل المرتفع في المدن الكبرى.
2002: وفق على خطة العمل الوطنية للبيئة، والتي تقدم نظامًا وطنيًا لإدارة النفايات.
2003-2004: وقعت الحكومة المصرية عقودًا مع شركات خاصة وعالمية للتعامل مع جمع القمامة بطريقة أكثر كفاءة ورسمية. وبذلك تغيرت طريقة جمع القمامة. كان من المقرر إلقاء القمامة من كل مبنى في صناديق قريبة ثم يتم التقاطها بواسطة شاحنات القمامة. مقابل هذه الخدمة، كان المواطنون مطالبين بموجب القانون بدفع رسوم إضافية، الأمر الذي قوبل برفض عام.
2009: لم يتحسن جمع القمامة بعد مشاركة الشركات الخاصة والدولية. في أكبر مدينتين، القاهرة والإسكندرية، يعيد تدوير القمامة المجمعة ولكن لا يزال هناك الكثير منها في الشوارع. وفي مناطق أخرى من مصر لا يوجد إعادة تدوير. وهنا يتم أيضًا ترك القمامة في الشوارع أو تجميعها ومن ثم إلقاؤها في الصحراء ومكبات النفايات وحتى في الترع المختلفة ونهر النيل، مما له عواقب صحية. ولم تعد بعض أجزاء مصر متعاقدة مع شركات عالمية، في حين لا تزال مناطق أخرى، مثل القاهرة، كذلك.

## إحصائيات
في مصر، يتم التخلص حاليًا من النفايات الصلبة في مواقع دفن النفايات، وهي تنطوي على إمكانات لا غنى عنها لإعادة التدوير أو المعالجة أو إعادة الاستخدام.  تقرير عن النفايات الجافة المعاد تدويرها في عام 2013 يغطي البلاستيك والورق والمعادن كنفايات صلبة والتي هي في عملية إعادة التدوير. ومع ذلك، فإن الجزء الأكبر من المشاكل ينجم عن عدم جمع أشكال النفايات العضوية الرطبة التي تشكل 60 في المائة من إجمالي النفايات في مصر. ميز بين تدفق النفايات البلدية بين المناطق الحضرية والريفية، واستخلصت التقديرات التقريبية من معدلات توليد النفايات الصلبة البلدية للفرد حسب المحافظة. وقد أدرجت الاستراتيجية الوطنية للنفايات الصلبة البلدية في يونيو/حزيران 2000 هذه التقديرات دون توضيح كيفية استخلاص هذه التقديرات. كانت هذه المعاملات متبادلة مع البيانات السكانية من تعداد عام 1996 لاستخلاص تقديرات توليد النفايات البلدية الصلبة. وبالتالي، لا تتوفر بيانات كافية عن كميات النفايات الصلبة المتولدة في مصر بشكل مستمر على مر السنين. ومع ذلك، نشرت WMRA تقريرًا عن النفايات الصلبة المتولدة سنويًا في مصر للأعوام 2001، 2006، 2010 و 2012.
| نوع النفايات                 | 2001  | 2006 | 2012  |
| ---------------------------- | ----- | ---- | ----- |
| النفايات البلدية الصلبة      | 14.5  | 17   | 21    |
| مخلفات البناء والهدم         | 3.5   | 4.6  | 4     |
| النفايات الزراعية            | 23.5  | 27.5 | 30    |
| مخلفات صناعية                | 4.25  | 4.75 | 6     |
| النفايات الطبية              | 0.12  | 0.15 | 0.28  |
| نفايات تنظيف الممرات المائية | 20    | 30   | 25    |
| المجموع                      | 67.12 | 86   | 89.28 |

| نوع النفايات                 | 2010       |
| ---------------------------- | ---------- |
| النفايات البلدية الصلبة      | 13,806269  |
| مخلفات البناء والهدم         | 41,748,603 |
| النفايات الزراعية            | 30.000.000 |
| مخلفات صناعية                | 2.906.895  |
| النفايات الطبية              | 3,416,254  |
| نفايات تنظيف الممرات المائية | 3,058,509  |
| المجموع                      | 94,936,530 |

بحلول مارس 2018، يتم جمع 80 مليون طن من القمامة في مصر كل عام. وتقوم الشركات الخاصة بجمع ما يقدر بنحو 55.2% من النفايات المنزلية الصلبة، في حين تقوم 44.8% من الأسر بالتخلص من نفاياتها عن طريق رميها في الشارع. 

## عملية إدارة النفايات

### أوجه القصور
ما يصل إلى 40% من النفايات المولدة في مصر لا تديرها مؤسسات عامة أو خاصة، بل يتم وضعها في الشوارع أو الأنهار أو البحيرات أو قنوات الصرف الصحي أو مواقع رمي النفايات غير القانونية. يتم جمع ما يقدر بنحو 6% فقط من النفايات المنتجة، ويتم إعادة تدويرها جزئيًا فقط. يؤدي التخلص غير السليم من النفايات الصلبة إلى تلويث الهواء والماء والتربة، ويضر بالصحة العامة والصحة الحيوانية.  حتى عام 2018، لم تكن الحكومة المصرية تولي سوى القليل من الاهتمام لإدارة النفايات الصلبة والصحة العامة وحماية البيئة. وبدلاً من إنشاء قوة حكومية موحدة لتحسين عملية إدارة النفايات، تم توزيع السلطة بين الوزارات.  كما أن التشريع المصري يفتقر إلى الكفاءة. وبدلاً من وجود قانون لإدارة النفايات الصلبة، فإن الإطار القانوني مجزأ إلى أجزاء تشريعية مختلفة. الموازي للقانون رقم 38 لسنة 1967 بشأن قانون وقانون النظافة العامة. بموجب القانون رقم 4/1994 بشأن حماية البيئة، يتم تنظيم إدارة النفايات في تحديثات إضافية بشأن جمع النفايات ونقلها، أو التخلص المنظم من النفايات الخطرة، أو إدارة مواقع دفن النفايات ومدافن النفايات.

### مجتمع العمال (الزبالين)

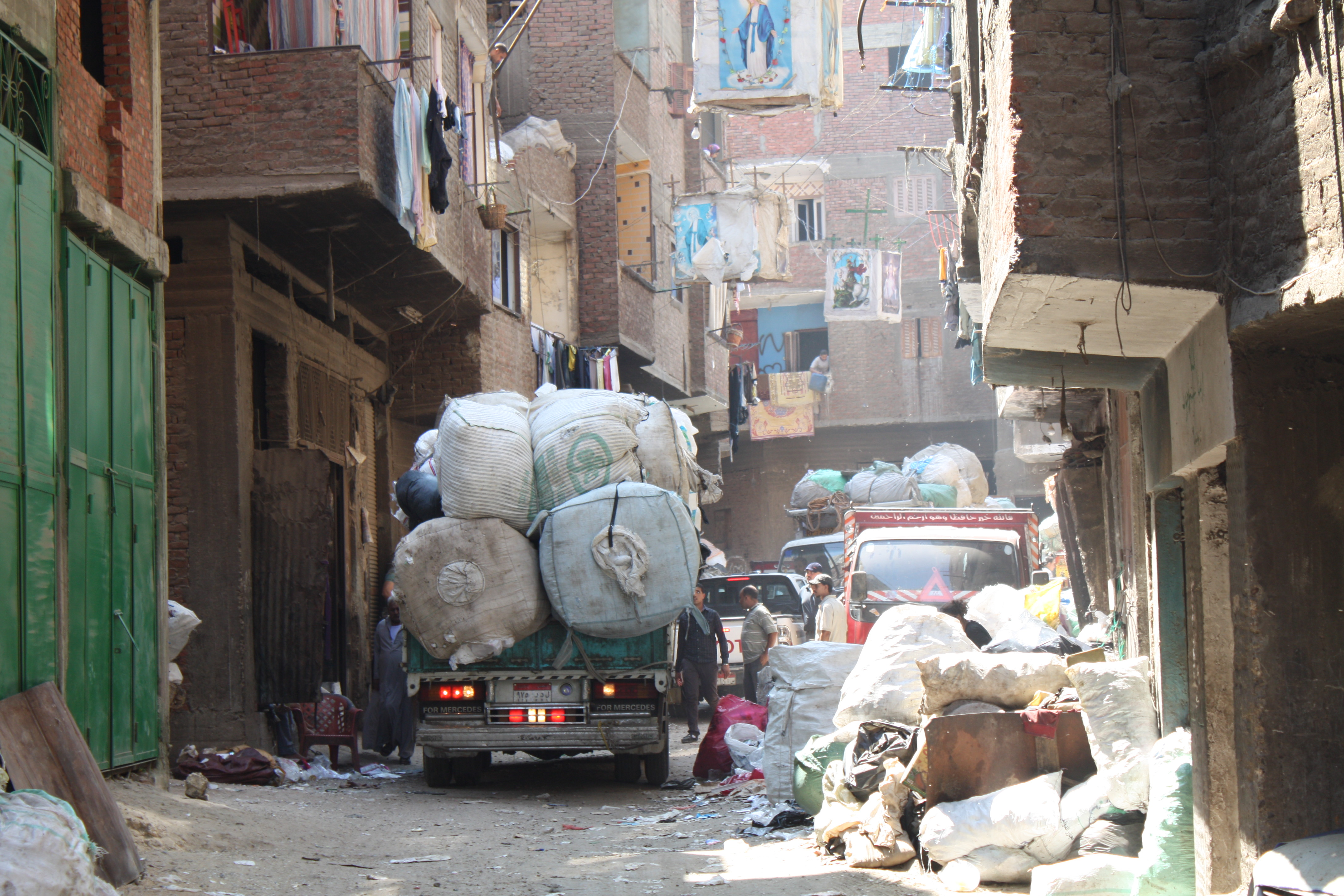
شاحنة قمامة تسير في شوارع منشية ناصر، المقطم، القاهرة

يعد جامعو القمامة غير الرسميين عنصرًا أساسيًا في نظام إدارة النفايات في القاهرة. يقوم مجتمع العمال، الذي يتراوح عدد أعضائه من 80.000 إلى 150.000 عضو معظمهم من المسيحيين الأقباط، بجمع كميات كبيرة من نفايات القاهرة منذ الثلاثينيات.  وقد شهد المجتمع، الذي يستقر معظمه في حي منشية ناصر بالقاهرة، في ما يسمى بمدينة القمامة بالمقطم، عقودًا من التهميش. ومن دون الدعم الحكومي، يعيش المجتمع في حالة فقر إلى حد كبير ولا يحصل إلا على قدر ضئيل من الخدمات الصحية والاجتماعية.  في مقابل رسوم شهرية صغيرة نسبيًا تدفعها كل أسرة، يتعامل جامعو القمامة غير الرسميين في القاهرة مع ما يقرب من 9.000 من إجمالي 15.000 طن من النفايات المنزلية المنتجة يوميًا في المدينة.  ومن خلال جمع المواد التي تم إنقاذها وفرزها وإعادة بيعها، يتمكن العمال من إعادة تدوير ما يصل إلى 85% من النفايات المجمعة. في أوائل العقد الأول من القرن الحادي والعشرين، قررت الحكومة المصرية في عهد مبارك وضع عملية جمع النفايات المنزلية في أيدي الشركات العالمية. في النظام المنشأ حديثًا، كان على السكان إحضار نفاياتهم إلى مواقع التجميع العامة، ودفع رسوم أكبر من السابق مقابل خدمات إدارة النفايات. شهد المجتمع، الذي يعمل بنظام إعادة التدوير الذي يعتمد بشكل كبير على استخدام الخنازير، نكسة قاسية أخرى في عام 2009. رداً على انتشار أنفلونزا H1N1، أعدمت الحكومة في عهد مبارك ما يقرب من 300.000 خنزير وأغلقت مسلخين للحوم الخنازير. أدى تزايد الاستياء العام من عدم الفعالية وارتفاع التكاليف في ظل نظام إدارة النفايات الجديد إلى دفع الحكومة المصرية إلى العودة إلى مجتمع العمال، ودمجه هذه المرة رسميًا في نظام إدارة النفايات. أصبح العمال موحدين في نقابة، وقد تم تجهيزهم الآن بالزي الرسمي والمركبات الحكومية.
في عام 2016، أنهى الفنان الفرنسي التونسي إل سيد مقطوعته المشوهة "الإدراك". يغطي العمل الفني ما يقرب من 50 مبنى في منشية ناصر، ويجب أن يشكك في الحكم والفهم الخاطئ تجاه مجتمع العمال المهمش.

## المبادرات
كانت هناك العديد من المبادرات الحكومية والمدنية لتحسين إدارة النفايات في مصر.

### المبادرات الحكومية
كانت هناك بعض المبادرات من الحكومة المصرية لتحسين إدارة النفايات في البلاد. على سبيل المثال، أطلقت وزارة البيئة في عام 2013 حملة وطنية ركزت على تحسين كيفية جمع النفايات ونقلها وإعادة تدويرها. مثال آخر هو ما حدث في القاهرة عام 2012 حيث بدأوا مشروعًا يتضمن مراقبة إدارة النفايات باستخدام تكنولوجيا المعلومات. كما تم اتخاذ مبادرات لإشراك المواطنين المصريين فيما يتعلق بكيفية استهلاكهم، ورفضهم، وإعادة تدويرهم وما إلى ذلك. وهذا يعني زيادة الوعي لدى الجمهور من خلال التعليم والإعلام على سبيل المثال. ومن الأمثلة الملموسة على ذلك خطة العمل الوطنية البيئية الأخيرة في مصر، والتي تتضمن حزم استثمارية تتعلق بإدارة النفايات اقترحت على القطاع الخاص. اقترحت إحدى هذه الحزم على المستهلكين في المناطق ذات الدخل المرتفع إحضار النفايات مثل المواد البلاستيكية والقصدير إلى سلاسل المتاجر الكبرى من أجل الحصول على قسيمة لاستخدامها في المتاجر. ثم يقوم الموظفون بفرز النفايات التي يتم إحضارها لبيعها وإزالتها من المتجر.  وفي أواخر عام 2018، أطلقت الحكومة المصرية تطبيق App Dawar في منطقتي المعادي وطرة بالقاهرة. ويشجع المستخدمين على تصوير أكوام القمامة في شوارع القاهرة، وتحميلها في التطبيق. سوف يقوم دوار بتتبع الموقع عبر نظام تحديد المواقع العالمي (GPS) وإرسال فريق التنظيف.
PLASTEX 2024: بهدف دعم الشركات المستدامة ومواجهة التحديات المتعلقة بإعادة تدوير النفايات الإلكترونية، قدمت PLASTEX 2024 منطقة جديدة لإعادة تدوير البلاستيك مما يوفر فرصة لرواد الأعمال الجدد والشركات القائمة لمشاركة ومناقشة أساليب وتقنيات إعادة التدوير الخاصة بهم.

### المبادرات المدنية
مخضر: هي مبادرة أعمال اجتماعية خضراء تأسست عام 2017 في القاهرة، وتركز على إعادة التدوير. هدفهم هو زيادة الوعي وتثقيف المستهلكين حول النفايات بشكل عام وطرق إدارة النفايات بشكل أفضل. ومن خلال مشاريعهم التعليمية وورش العمل، عملوا مع مدارس ومنظمات غير حكومية ومطاعم مختلفة.
الصمامات العلوية: تصمم هذه المبادرة التجارية الخاصة منتجات مستدامة عالية الجودة مثل الحقائب والإكسسوارات كوسيلة للحد من النفايات البلاستيكية من خلال إعادة تدوير الأكياس البلاستيكية بالإضافة إلى دعم المجتمعات المحلية المهمشة في مصر. ويهدفون من خلال أعمالهم إلى زيادة الوعي وتقديم حلول عملية للمشاكل البيئية.

## إعادة التدوير
لدى مصر عدد من مبادرات إعادة التدوير الرسمية وغير الرسمية. يتألف القطاع الرسمي في مصر من الحكومة المركزية والبلديات والوزارات المحلية والمؤسسات الصغيرة والجهات المانحة الدولية والمنظمات غير الحكومية. يجمع هذا القطاع 810.000 طن من النفايات سنويًا ويعيد تدوير 45% منها. ومن ناحية أخرى، يجمع القطاع غير الرسمي أكثر من 2.5 مليون طن من النفايات سنويًا ويعيد تدوير أكثر من 80٪ منها. وبذلك تصل المبيعات السنوية إلى أكثر من 190 مليون جنيه مصري. غالبية هذا يتم من قبل الزبالين في القاهرة.
يوجد عدد من مواقع إعادة التدوير في القاهرة. في مارس 2017، اعتمدت الحكومة خطة "بيع قمامتك" حيث تم إنشاء أكشاك في جميع أنحاء المدينة ليقوم الناس بإيداع النفايات المفروزة. يحصلون على بعض الأموال في المقابل والتي يمكن التبرع بها لجمعية خيرية من اختيارهم. واجه هذا المخطط بعض المعارضة من مجتمع الزبالين لأنهم كانوا يخشون أن يؤدي ذلك إلى تقليل الطلب على خدماتهم.
وقد تم إنشاء مشاريع مماثلة من قبل رواد الأعمال في القطاع الخاص. سيأتي هواة جمع النفايات لجمع النفايات المفروزة من المنازل ونقلها للمعالجة. ريسيكلوبيكيا هي منظمة متخصصة في النفايات الإلكترونية، وهي سوق آخذة في التوسع. وقد سلط تقرير حديث الضوء على الحاجة إلى معالجة الحاجة المتزايدة لمبادرات إعادة تدوير النفايات الإلكترونية الرسمية. بيكيا هي منظمة أخرى تقوم باستبدال النفايات الصلبة بالسلع الأساسية مثل رصيد الهاتف أو البقالة أو تذاكر المترو.  Go Green هي منظمة تقوم بجمع النفايات من المنازل والشركات والمصانع والمقاهي مقابل المال أو الأدوات المنزلية مثل منتجات التنظيف أو مستحضرات الجسم. وبمجرد أن تقوم المنظمة بفرزها بنفسها، إرسلت إلى الوجهات المعتمدة من الحكومة. علاوة على جمع النفايات فعليًا، تهدف Go Green إلى تغيير عقليات المصريين حول كيفية تلويثهم والتعامل مع نفاياتهم. تستخدم المنظمات التكنولوجيا، حيث يرسل المستخدمون رسالة واتساب مع موقعهم إلى السائقين الذين يأتون ويأخذون سياراتهم في وقت مناسب. معظم العمليات إعيدت التدوير في مصر إما عن طريق القطاع غير الرسمي أو عن طريق الشركات الناشئة.
توجد أيضًا مخططات لإعادة التدوير، مثل تحويل الأقمشة القديمة من المصانع إلى منتجات نسيج جديدة أو تحويل الأكياس البلاستيكية القديمة إلى حقائب يد وغيرها من عناصر الموضة.
وضعت خطط لتحويل عدد من مواقع دفن النفايات إلى مراكز إعادة التدوير، ومن بين المشاريع التي إعلن عنها هو مكب أبو خريطة وهو الأكبر في مصر. ويجري تنفيذ مشاريع مماثلة في الإسكندرية. ويوجد مصنع لإعادة التدوير تديره شركة جرين تك - مصر في الغردقة، وآخر في الخانكة بمحافظة القليوبية.
في الوقت الحالي، لا توجد محطات لتحويل النفايات إلى طاقة في مصر. ومع ذلك، فقد اعترف بأن هذه الطريقة تنطوي على إمكانات كبيرة لتلبية احتياجات مصر من الطاقة والنفايات. إعلن عن خطط لإنشاء مصنع لإعادة تدوير المخلفات في محافظة القليوبية والذي سيولد طاقة متجددة. يوجد في البحيرة مصنع واحد للغاز الحيوي ينتج غاز الميثان من الهضم اللاهوائي لمياه الصرف الصحي. بالإضافة إلى ذلك، وقع شحاتة المقدسي، رئيس اتحاد جامعي القمامة، مذكرة تفاهم في 21 مايو مع شركة إيطالية لإنشاء مصنع لتدوير النفايات. 'يهدف المشروع الجديد إلى تشغيل محطة لتحويل النفايات إلى طاقة بطاقة 600-1100 طن يوميا يمكن استخدامها لتوليد الكهرباء أو لإنتاج الغاز''.
ويتضمن مخطط آخر تدعمه مجموعة البنك الدولي إزالة ما يصل إلى 40 ألف سيارة أجرة قديمة من شوارع القاهرة. يصل عمر سيارات الأجرة هذه في بعض الأحيان إلى 40 عامًا، وكانت تفتقر إلى التكنولوجيا اللازمة لمنع غازات الدفيئة الضارة من دخول الغلاف الجوي. وحتى الآن، نجح المخطط في خفض 310.000 طن من الكربون الناتج عن انبعاثات القاهرة. يتم التخلص من سيارات الأجرة القديمة وإعادة تدويرها، في حين وفرت سيارات الأجرة الجديدة لسائقي سيارات الأجرة.

## الآثار الصحية والبيئية
وبحسب إحدى الدراسات، ينخفض متوسط العمر المتوقع للمصريين بمقدار 1.85 سنة بسبب مستوى تلوث الهواء، وهو من أسوأ المستويات في العالم. وتقدر منظمة "بريث لايف" أن هناك 67283 حالة وفاة سنوية بسبب تلوث الهواء، والسبب الرئيسي هو مرض القلب الإقفاري.
كما وجد أن المياه في مصر تحتوي على ملوثات معدنية ثقيلة يمكن أن تكون ضارة بالصحة. تطلق مصر السفلى معظم النفايات في نهر النيل، فهي الدولة الأكثر سكانًا وصناعيًا وزراعيًا في الحوض. ويعتقد أن الأنهار في منطقة صعيد مصر أدت إلى انخفاض أنواع الأسماك والعوالق النباتية والكائنات الحية الدقيقة. تشمل مصادر الملوثات في نهر النيل التلوث النفطي ومياه الصرف الصحي البلدية والصرف الزراعي ومياه الصرف الصناعي وغيرها. ومع ذلك، فإن جودة المياه بشكل عام ليست عند مستويات الأزمة. فقط في المناطق المحلية، وجد أن المياه تحتوي على الإشريكية القولونية وبالتالي فهي غير آمنة للاستخدام في مصايد الأسماك والري. بالقرب من التصريفات الصناعية والمدن تكون المياه ملوثة تمامًا، ولكن بشكل عام يحمل النهر عامل تخفيف عاليًا.
القاهرة لديها أيضا تلوث ضوضاء كبير. صنفت كثاني أكثر المدن ضجيجًا في العالم، بمتوسط 90 ديسيبل، وهو ما يعادل العيش المستمر داخل المصنع. يميل الأشخاص الذين يعيشون في مدن صاخبة جدًا إلى فقدان سمعهم قبل عشرة إلى خمسة عشر عامًا من أولئك الذين يعيشون في مدن أكثر هدوءًا. يمكن أن تسبب الضوضاء المستمرة أيضًا التوتر والقلق. بالإضافة إلى ذلك، يؤدي التخلص غير السليم من النفايات في المجاري المائية إلى تلوث إمدادات المياه في مصر. بالإضافة إلى ذلك، في شهري أكتوبر ونوفمبر من كل عام، يحرق المزارعون قش الأرز في مناطق الدلتا، مما يؤدي إلى تصاعد سحابة دخان سوداء كثيفة فوق المدينة. وهذا له عدد من الآثار الصحية على السكان ويجعل الهواء ضارًا بالتنفس، بينما يؤدي أيضًا إلى تآكل المعالم التاريخية الثمينة في المدينة.